# Solanum schliebenii
Solanum schliebenii är en potatisväxtart som beskrevs av Erich Werdermann. Solanum schliebenii ingår i släktet skattor som ingår i familjen potatisväxter. Inga underarter finns listade i Catalogue of Life.